# ده خینو
ده خینو، روستایی از توابع بخش مرکزی شهرستان سیرجان در استان کرمان ایران است.

## جمعیت
این روستا در دهستان بلورد قرار دارد و براساس سرشماری مرکز آمار ایران در سال ۱۳۸۵، جمعیت آن ۶۲ نفر (۱۳خانوار) بوده‌است.